# María Teresa Pereira Larraín
María Teresa Pereira Larraín (Santiago, 1935-Ibíd-11 de julio de 2023) fue una historiadora y académica chilena. Su trabajo estuvo orientado en varios campos de la sociedad chilena, tales como historia de las ideas, historia de la mujer, de la política y de la vida privada.

## Familia
Nació en Santiago de Chile en 1935, hija de María Teresa Larraín Vial y del abogado y empresario Julio Pereira Larraín, quien fuera diputado, senador y ministro de Defensa Nacional, este último bajo el gobierno del presidente Jorge Alessandri. Tuvo cuatro hermanos: Julio Luis, Fernando, Luz y Jaime. Por parte de su abuelo paterno, fue sobrina nieta de los también políticos Ismael y Guillermo Pereira Íñiguez, y por parte de su abuela paterna de Jaime Larraín García-Moreno, político, y Sergio Larraín García-Moreno, arquitecto.
Estuvo casada.

## Estudios y carrera profesional
Realizó sus estudios superiores ingresando al Departamento de Historia y Geografía de la Pontificia Universidad Católica de Chile (PUC), titulándose como profesora de historia, geografía y educación cívica en 1965.
Luego de siete años ejerciendo su profesión en un liceo público, regresó a la PUC a estudiar en el recién creado Instituto de Historia, donde se graduó de licenciada. Se dedicó a impartir clases en esa universidad desde 1972 hasta 1998, con intervalos en los que fue profesora en las universidades Gabriela Mistral y Adolfo Ibáñez, y realizó estudios de posgrado en la Universidad de París, Francia, en 1985. En aquel establecimiento fue alumna de dos exponentes de la historiografía francesa: Pierre Chaunu y Francois Furet.
En su estancia en la PUC, estableció una relación colaborativa con el historiador Mario Góngora, Premio Nacional de Historia en 1976. Tras el fallecimiento de este, participó en la organización de la «Fundación Mario Góngora», por medio de la cual se vinculó con la historiografía francesa y sus tendencias en parte señeras del siglo XX, sobre todo para los estudios americanos con el historiador François-Xavier Guerra.
Entre otras actividades, se incorporó a la Academia Chilena de la Historia en 2003, organización en la cual actuó como asistente y colaboradora. Falleció en su lugar natal, Santiago, el 11 de julio de 2023. Sus funerales fueron realizados al día siguiente en el cementerio Parque del Recuerdo de la comuna de Huechuraba.

## Obras
- Tres ensayos sobre la mujer chilena (en coautoría con Lucía Santa Cruz, Isabel Zegers y Valeria Maino) (1978).[8]
- El Parido Conservador. 1930-1965. Ideas, figuras y actitudes. (1994).[1][9]
- Casas de campo chilenas (en coautoría con Hernán Rodríguez y Valeria Maino) (2004).[6]
- Afectos e intimidades. El mundo familiar en los siglos XVII, XVIII y XIX. (2008).[1]
- La circulación en el mundo andino (en coautoría con Adolfo Ibáñez) (2008).
- La espada extranjera en la Independencia de Chile (en coautoría con Catalina Pérez Larraín) (2021).[1]